# Lola versus Powerman and the Moneygoround, Part One
Lola versus Powerman and the Moneygoround, Part One ist das achte Studioalbum der britischen Rockgruppe The Kinks. Es wurde aufgenommen in der Zeit von April bis September 1970 und am 27. November 1970 in England veröffentlicht.
Mit dem folk- und rocklastigen Album gelang Ray Davies ein treffsicherer satirischer Blick auf die unterschiedlichen Facetten der Musikindustrie, eine Abrechnung mit Verlegern, Plattenbossen, Musikergewerkschaft und Hitparadenmanagern, die den Gewinn der Schallplattenverkäufe unter sich aufteilen, Hitparaden manipulieren und mit Verachtung auf die Bands blicken würden: „I hate your music and your hair is too long“ („Denmark Street“). In dem Titel „The Moneygoround“ bezichtigt er seine eigenen Agenten der Ausbeutung.
Es ist eine sehr abwechslungsreiche LP mit einfühlsamen Balladen wie „Get Back in Line“ und „A Long Way From Home“ aber auch härteren Titeln wie „Rats“ oder „Powerman“.
Das bekannteste Lied des Albums, Lola, erschien bereits am 12. Juni 1970 in England als Single: Der weltweite Hit (Nr. 2 in England und Deutschland und Nr. 9 in den USA) galt zum Zeitpunkt der Veröffentlichung als anstößig, da Ray Davies über eine sexuelle Beziehung zwischen einer Transfrau und einem heterosexuellen Mann sang – angeblich inspiriert von einem persönlichen Erlebnis. Aber nicht deshalb erwog die BBC das Lied auf den Index zu setzen, sondern wegen vermuteter Schleichwerbung für Coca-Cola in der einleitenden Strophe der Album-Version des Songs: „...where you drink champagne and it tastes just like Coca-Cola...“. Für die Single-Version wurde deshalb „Coca-Cola“ durch „Cherry-Cola“ ersetzt. Auch die nächste Single-Auskoppelung, die Aussteigerphantasie „Apeman“, erreichte Platz 5 der englischen Charts (Platz 9 in Deutschland).
Der Erfolg der Singles und des von der Kritik wieder einmal sehr positiv aufgenommenen Albums, das – für eine Kinks-Veröffentlichung zu diesem Zeitpunkt noch sehr ungewöhnlich – sich in den USA deutlich besser verkaufte als in England, ermöglichte der Band einen neuen Vertrag mit RCA Records, der der Band zukünftig mehr Mitspracherecht einräumte.
Erstmals auf einem Kinks-Album zu hören ist der Organist und Pianist John Gosling.

## Titelliste
Seite 1
1. Introduction – 0:41
2. The Contenders – 2:44
3. Strangers (Dave Davies) – 3:21
4. Denmark Street – 2:03
5. Get Back in Line – 3:06
6. Lola – 4:04
7. Top of the Pops – 3:41
8. The Moneygoround – 1:48

Seite 2
1. This Time Tomorrow – 3:23
2. A Long Way From Home – 2:28
3. Rats (Dave Davies) – 2:41
4. Apeman – 3:53
5. Powerman (Ray Davies/Dave Davies) – 4:19
6. Got to Be Free – 3:00